# MG-15
MG 15 — 7,92 мм немецкий авиационный пулемёт времён Второй мировой войны. Разработан фирмой Rheinmetall AG ещё до войны на базе ручного пулемёта MG. 30.

## История
Разработан в 1936 году на базе швейцарского ручного пулемета MG. 30. Изначально MG. 30 имел два варианта боепитания — магазинное и ленточное. Однако на заводе Rheinmetall в Дюссельдорфе решили производить два пулемета с различным типом боепитания. MG 15 с магазинным и MG. 17 с ленточным боепитанием соответственно. С 1936 по 1940 годы оба пулемета являлись основным авиационным вооружением Luftwaffe.
Пулемет MG 15 имел специфический двойной магазин DT-15 седлообразной формы емкостью 75 патронов. В дальнейшем этот магазин применялся в пехотных пулеметах MG. 13 и MG. 34. Магазин представлял собой два смежных барабана по обе стороны пулемета, в котором патроны расходовались по одному из каждого барабана поочередно. Для успешного внедрения авиационного пулемета в пехотные части их комплектовали дополнительными набором ZG 15. В него входил временный прицел и плечевой упор со складной сошкой. Для крепления сошки или треножного станка пулемет дополнялся съемным подшипником с корпусом в форме плошки, муфтой и хомутиком. Иногда модернизированные в пехотный вариант пулеметы MG 15 комплектовались кожухами водяного охлаждения для повышения ресурса ствола.
Начиная с 1940 года MG 15 начал заменяться на более эффективные пулемёты, а снятые с самолётов после небольшой модификации шли на вооружение в пехотные части.
В 1936—1938 гг. описание авиационного пулемёта MG 15 и образец барабанного магазина к нему были получены советской военной разведкой и изучены Военно-техническим бюро. Было отмечено, что «пулемёт сам по себе интереса не представляет… интерес представляет двойной магазин барабанного типа».
Пулемет использовал специальные патроны калибра 7,92 мм, предназначенные только для этого оружия. По сравнению со штатными винтовочными патронами Маузера 7,92х57 в них использовался усиленный боевой заряд, значительно повышавший начальную скорость пули.

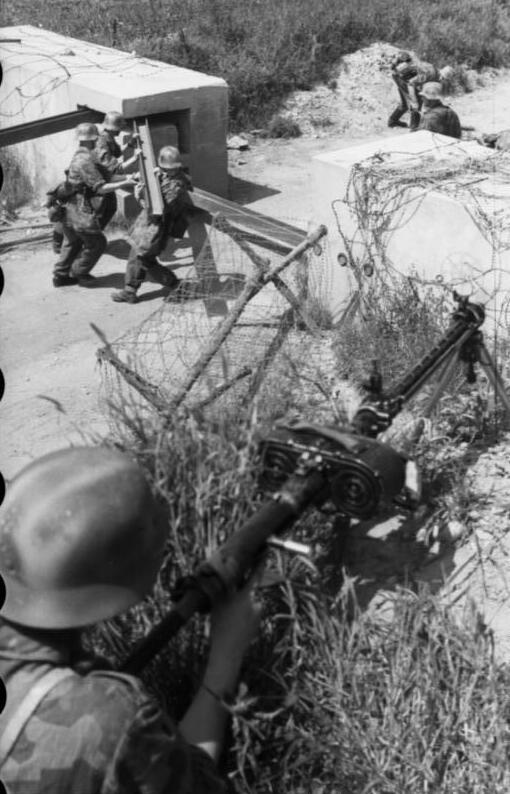

## В других странах
Япония приобрела лицензию на производство пулемёта в 1937; в следующем году он был официально принят на вооружение армейской авиации как "Тип 98" (а также в ВМС) и с 1940 серийно выпускался. Применялся на бомбардировщиках Ki-48, Ki-49, разведчиках Ki-46, перехватчиках Ki-45. На основе его конструкции был создан прототип танкового пулемёта "Тип 4".
Отмечено использование трофейных "Тип 98" войсками КНДР во время Корейской войны.

## Варианты и модификации
- авиационный пулемёт MG 15 (до принятия на вооружение имел индекс Rheinmetall T.6-200) - выпускался в турельном варианте - с пистолетной рукояткой управления огнём[1].
- ручной пулемёт MG 15 - пехотный вариант, оснащённый сошками и прикладом[1]

## Применение
- Arado Ar. 196
- Blohm & Voss Ha. 139
- Blohm & Voss Ha. 140
- Blohm & Voss BV. 141
- Blohm & Voss BV. 142
- Dornier Do. 17
- Dornier Do. 18
- Dornier Do. 23
- Dornier Do. 24
- Dornier Do. 215
- Dornier Do. 217
- Fieseler Fi. 156
- Focke-Wulf Fw. 58
- Focke-Wulf Fw. 62
- Focke-Wulf Fw. 189
- Focke-Wulf Fw. 200 Condor
- Gotha Go. 147
- Heinkel He. 46
- Heinkel He. 111
- Heinkel He. 114
- Heinkel He. 115
- Heinkel He. 119
- Henschel Hs. 126
- Junkers Ju. 52/3m
- Junkers Ju. 86
- Junkers Ju. 87
- Junkers Ju. 88
- Junkers Ju. 252
- Messerschmitt Bf. 110
- Messerschmitt Me. 321